# Incompatibilité fœto-maternelle
 (août 2022).
Si vous disposez d'ouvrages ou d'articles de référence ou si vous connaissez des sites web de qualité traitant du thème abordé ici, merci de compléter l'article en donnant les références utiles à sa vérifiabilité et en les liant à la section « Notes et références ».
L'incompatibilité fœto-maternelle résulte d'une différence entre les antigènes des éléments figurés du sang d'une mère et de son fœtus susceptible d'entraîner la formation d'anticorps chez la mère.
Lorsque ces anticorps existent, ils passent la barrière placentaire, et détruisent les éléments figurés reconnus, érythrocytes, plaquettes ou leucocytes. 
Il est clair que certains examens (typage des plaquettes ou des leucocytes, recherche et dosage des anticorps), ou certaines interventions (ponction de cordon, exsanguino-transfusion) ne peuvent être pratiqués que dans quelques laboratoires ou des établissements spécialisés.
- S'il s'agit des érythrocytes, c'est la maladie hémolytique du nouveau-né due aux différences de groupes sanguins érythroctaires, qui peut être grave, entraînant une anémie plus ou moins sévère, in utéro ou à la naissance.

- S'il s'agit des plaquettes, c'est la thrombopénie néonatale par incompatibilité fœto-maternelle due aux différences dans les divers systèmes HPA (Human Platelet Antigen). La plus fréquente (85 % des incompatibilités), et la plus grave de ces incompatibilités (5 à 10 % d'hémorragies intra-craniennes) est liée à l'antigène HPA-1a (ex PlA1), suivie en fréquence (10 %) par l'incompatibilité HPA-5b. Cette thrombopénie, si elle est importante, à savoir si la numération plaquettaire est inférieure à 20 Giga/l, peut entraîner des hémorragies cérébrales soit déjà in utéro, soit à la naissance.

En règle générale, c'est à la naissance du premier enfant que le diagnostic est évoqué, et que l'immunisation maternelle est établie. Une thrombopénie modérée ne nécessite aucune intervention. Une transfusion de plaquettes compatibles pourra être pratiquée à l'enfant si la numération plaquettaire est inférieure à 20 Giga/l. Ces donneurs compatibles sont très rares, à tel point que sont parfois utilisées les plaquettes déplasmatisées (pour ôter les anticorps présents) et irradiées (à cause de la semi-identité HLA) de la mère. Cette transfusion de plaquettes peut être associée à une exsanguino-transfusion partielle ayant pour but d'éliminer les anticorps maternels. Cette thrombopénie se résorbe en trois semaines environ.
Lorsque la mère est déjà connue comme immunisée, une surveillance du fœtus doit être faite. Le typage plaquettaire fœtal, confirmant ou infirmant l'incompatibilité, peut être effectué en biologie moléculaire dans des laboratoires de référence, à partir de l'ADN fœtal libre, sur un prélèvement de sang maternel dès la dixième semaine de grossesse. Une thrombopénie importante décelée par ponction du cordon associée à une transfusion de plaquettes compatibles fera décider une corticothérapie chez la mère, associée à des perfusions d'immunoglobulines IgG. En dernier recours, car présentant des risques, des transfusions de plaquettes hebdomadaires au fœtus peuvent s'avérer nécessaires jusqu’à la 36e semaine de gestation, moment d'un possible accouchement provoqué permettant la prise en charge de l'enfant.
- S'il s'agit des globules blancs, polynucléaires neutrophiles, c'est une neutropénie liée au système HNA (antigènes HNA-1a, HNA-1b, HNA-1c). Cette atteinte est sans conséquences in-utéro,le fœtus se développant dans un milieu stérile, et peu grave à la naissance, la remontée du taux de leucocytes variant de deux semaines à quatre mois, une hygiène simple évitant, et l'antibiothérapie si besoin jugulant une infection.